# Фарватер
Фарватер (на нидерландски: Vaarwater, varen – плава и water – вода) – път за плавателни съдове, безопасен в навигационно отношение и обозначен на местността и/или на карта проход във водното пространство (река, езеро, море, пролив, фиорд, канал и др.), характеризиращ се с достатъчна дълбочина и отсъствия на препятствия за преминаващите съдове. При реките фарватерът обикновено минава по линията на най-голяма дълбочина (талвег). Фарватерът се обозначава с навигационно оборудване – шамандури, вехи, створни знаци и др.
Фарватерът е безопасна в навигационно и минно отношение тясна полоса, в границите на която се осъществява насоченото движение на корабите. Фарватерите могат да бъдат: действащи (основни) и запасни (резервни); плитководни, предназначени, само за плаване на малко и среднотонажни кораби, и дълбоководни, предназначени за плаване на всякакви кораби; морски, предназначени за безопасното плаване на корабите в открито море, и прибрежни, предназначени за плаване на корабите край крайбрежието и за влизане в пристанищата; праволинейни, състоящи се от един участък, и начупени, състоящи се от няколко участъка с различно направление; оборудвани с навигационни средства за удържане на кораба на оста на фарватера и необорудвани. Дължината на фарватера зависи от географските условия на района и от характера на навигационната опасност. Ширината му се определя от условията на местността и от назначението на фарватера. Елементите на фарватерите са показани на навигационните карти и на ръководствата за плаване.